# Otto Pfister (politicus)
Otto Pfister (1875 - 1939) was een Zwitsers politicus.
Pfister was lid van de Sociaaldemocratische Partij van Zwitserland (SP) en van de Regeringsraad van het kanton Zürich.
Hij was van 1 mei 1933 tot 30 april 1934 en van 1 mei 1937 tot 30 april 1938 voorzitter van de Regeringsraad (dat wil zeggen regeringsleider) van Zürich.